# کینگزلی بواتنگ
کینگزلی بواتنگ (انگلیسی: Kingsley Boateng؛ زادهٔ ۷ آوریل ۱۹۹۴) بازیکن فوتبال اهل غنا است.
از باشگاه‌هایی که در آن بازی کرده‌است می‌توان به باشگاه فوتبال باری، باشگاه فوتبال کاتانیا، باشگاه فوتبال ناک بردا، و باشگاه فوتبال آ.ث. میلان اشاره کرد.
وی همچنین در تیم‌های ملی فوتبال زیر ۱۸ سال ایتالیا و زیر ۲۱ سال ایتالیا بازی کرده‌است.